# Comté de Seward (Nebraska)
Pour les articles homonymes, voir Comté de Seward.
Le comté de Seward est un comté de l'État du Nebraska, aux États-Unis. Son siège est la ville de Seward.